# 大木家 (企業)
株式会社大木家（おおぎや）は、愛知県豊橋市に本社を置く、パチンコ店「オーギヤ」や飲食店「チャオ」等を経営する企業。
東海地区を中心にアミューズメント施設やレジャー施設を展開する。

## 沿革
- 1946年 - 大木敏夫により料理飲食旅館を開業
- 1950年 - 株式会社大木家設立
- 1952年 - 豊橋駅前にて室内遊技場（パチンコ店）新設
- 1962年 - 株式会社大木家社屋完成
- 1965年 - 食堂部門を縮小し、洋食部門チャオに改装
- 1985年 - 有限会社「チャオ」設立
- 1988年 - 豊橋市神野新田町に「豊橋健康ランド」新設
- 2009年 - 豊橋健康ランド閉鎖（9月30日付）

## 店舗

### パチンコ店
- 愛知県
  - オーギヤ二川店
  - オーギヤ豊川蔵子店
  - オーギヤGO
  - オーギヤXO店
  - オーギヤ安城店
  - オーギヤWO（ダブルオー）
  - オーギヤDO店
  - グランプリ
  - オーギヤ西尾店
  - オーギヤ江南店
  - チャンピオン北館
  - チャンピオン南館
  - オーギヤ豊橋駅前店
  - オーギヤ半田店
- 静岡県
  - オーギヤ磐田店
- 長野県
  - オーギヤ飯田店
- 岐阜県
  - オーギヤ本巣店
  - オーギヤ恵那店
- 兵庫県　
  - オーギヤ垂水店
- 滋賀県
  - オーギヤ彦根店

### レジャー
- ゴルフクラブハーバービュー
- サウナオーギ

### 飲食店
- チャオ駅前本店
- チャオアピタ向山店
- チャオみゆき店
- チャオ赤岩店
- チャオ豊川店
- チャオ御津店
- チャオイオンモール豊川店